# 上田花園駅
上田花園駅（うえだはなぞのえき）は、かつて長野県上田市に存在した上田交通真田傍陽線の駅。真田傍陽線の廃線と同時に廃駅となった。

## 概要
上田市市街地の北西部は、明治時代に「新地」と呼ばれた遊廓地帯として開け、真田傍陽線の前身である上田温泉電気軌道北東線が開業した昭和時代初期においても、田んぼの中に開けた遊郭地帯として知られていた。そこへ行く道の出発地点の脇に設置されたのがこの駅である。
駅は国道18号線の踏切から右方向にカーブした所にあり、ホームはカーブに沿って右に湾曲し、線路の南東側（真田・傍陽方面に向かって右側）に位置した。待合室があるだけの無人駅であった。
戦後、国立療養所（現在は国立病院機構信州上田医療センター）が設立され、さらに田んぼであった市街地北部が新興住宅地として開けると通勤・通学の足として、また病院へ通院するために利用する客が増え無人駅ながらにぎわっていたが、モータリゼーションに対する防波堤とはなりえなかった。
駅廃止後は千曲バスの停留所となったが、停留所は国道18号線沿いに移転している。古い建物がかつての駅跡と同じようにカーブして建てられており、これが駅跡である事を示すポイントとなっている。

## 歴史
- 1927年（昭和2年）11月20日：開業。
- 1972年（昭和47年）2月19日：真田傍陽線の廃止に伴い、廃駅となる。

## 駅構造
地上駅であった。

## 長野県初の連動踏切
北大手駅と当駅間の間の国道18号を横切る踏切は、1935年（昭和10年）に現在の国道18号が秋和から北上田交差点付近まで開通した際に設置されているが、戦後の高度経済成長で国道18号線の交通量が多くなると普段の踏切では対応できなくなっていた。そこで1967年（昭和42年）に長野県では初めてとなる道路信号と連動したものに踏切を切り替えた。連動踏切は、電車が踏切に差し掛かると信号青の場合自動的に黄から赤になって自動車に電車の通過を知らせ、赤の場合は青に変わらずにそのまま遮断機が下りて電車の通過を知らせるというものである。連動踏切は設置当時全国でも5番目で比較的早いものであったが、真田傍陽線の廃止と同時に撤去された。
ちなみに上田交通管内での連動踏切は、現在上田電鉄別所線の三好町駅 - 赤坂上駅間の長野県道65号上田丸子線の踏切として健在である。

## 隣の駅
上田交通
真田傍陽線
北大手駅 - 上田花園駅 - 北上田駅